# Monts Kubiki
Pour les articles homonymes, voir Kubiki.
Les monts Kubiki (頸城山塊, Kubiki Sankai) sont un massif montagneux qui s'étend à travers les préfectures de Nagano et Niigata, sur l'île de Honshū au Japon.

## Géographie

### Situation, topographie
Le massif montagneux Kubiki s'étend au nord-ouest de Nagano, sur environ 20 km d'est en ouest et 10 km du nord au sud. Il rassemble, entre autres, trois sommets classés sur la liste des 100 montagnes célèbres du Japon : les monts Myōkō, un stratovolcan actif, Hiuchi et Amakazari.
Les monts Kubiki, aussi connus sous les noms de massif Myōkō et d'Alpes Kubiki, constituent une importante partie du parc national Myōkō-Togakushi Renzan créé en 2015.

### Sommets principaux
- Mont Hiuchi, 2 462 m
- Mont Myōkō, 2 454 m
- Mont Yake, 2 400 m
- Mont Amakazari, 1 963 m

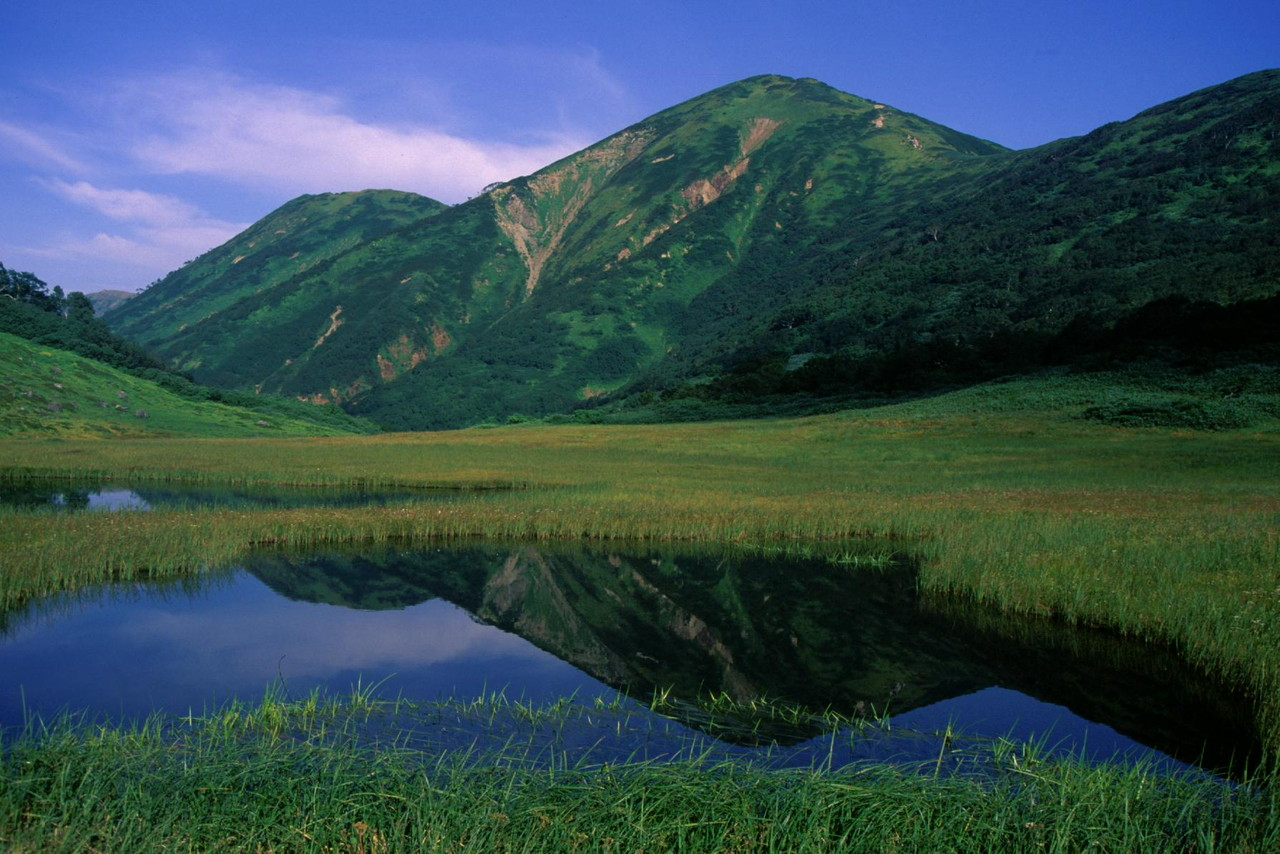
Mont Hiuchi.
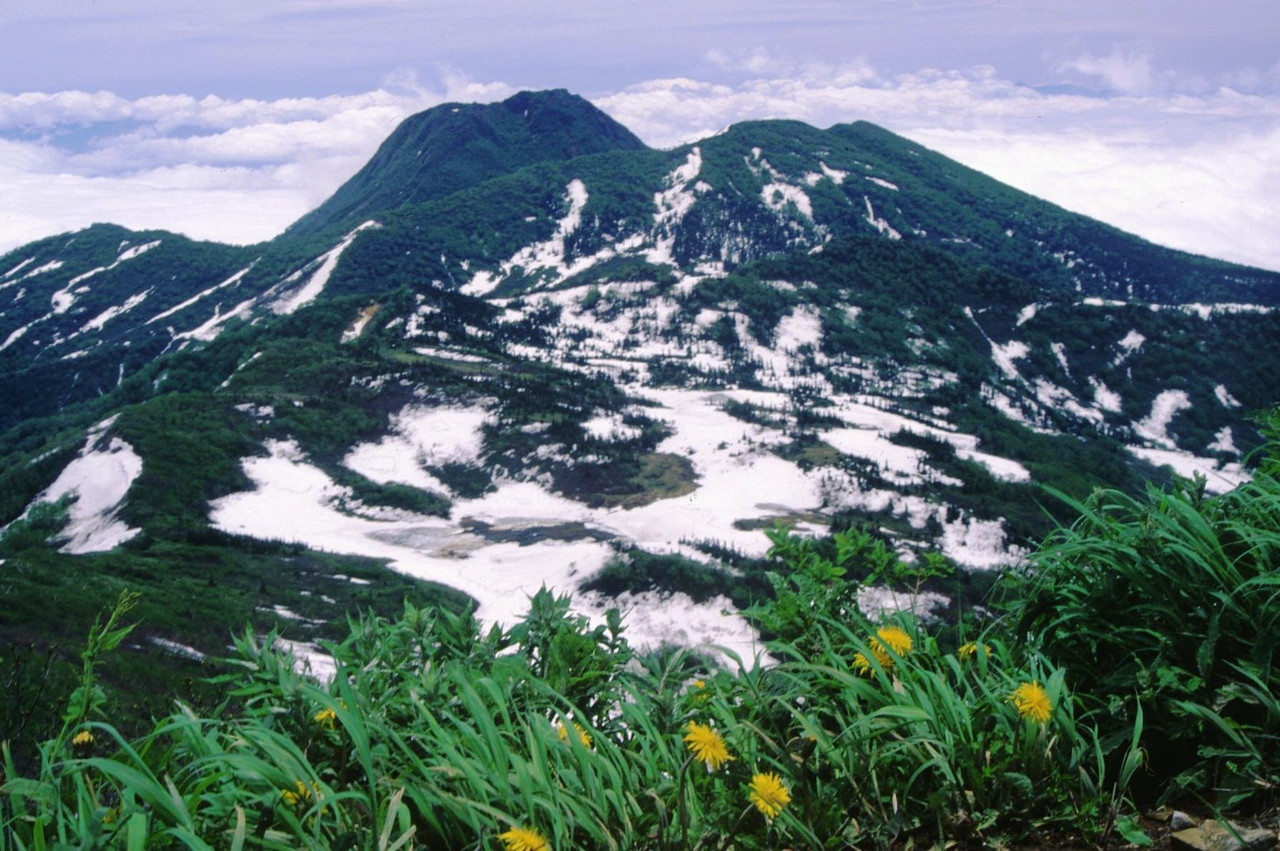
Mont Myōkō.
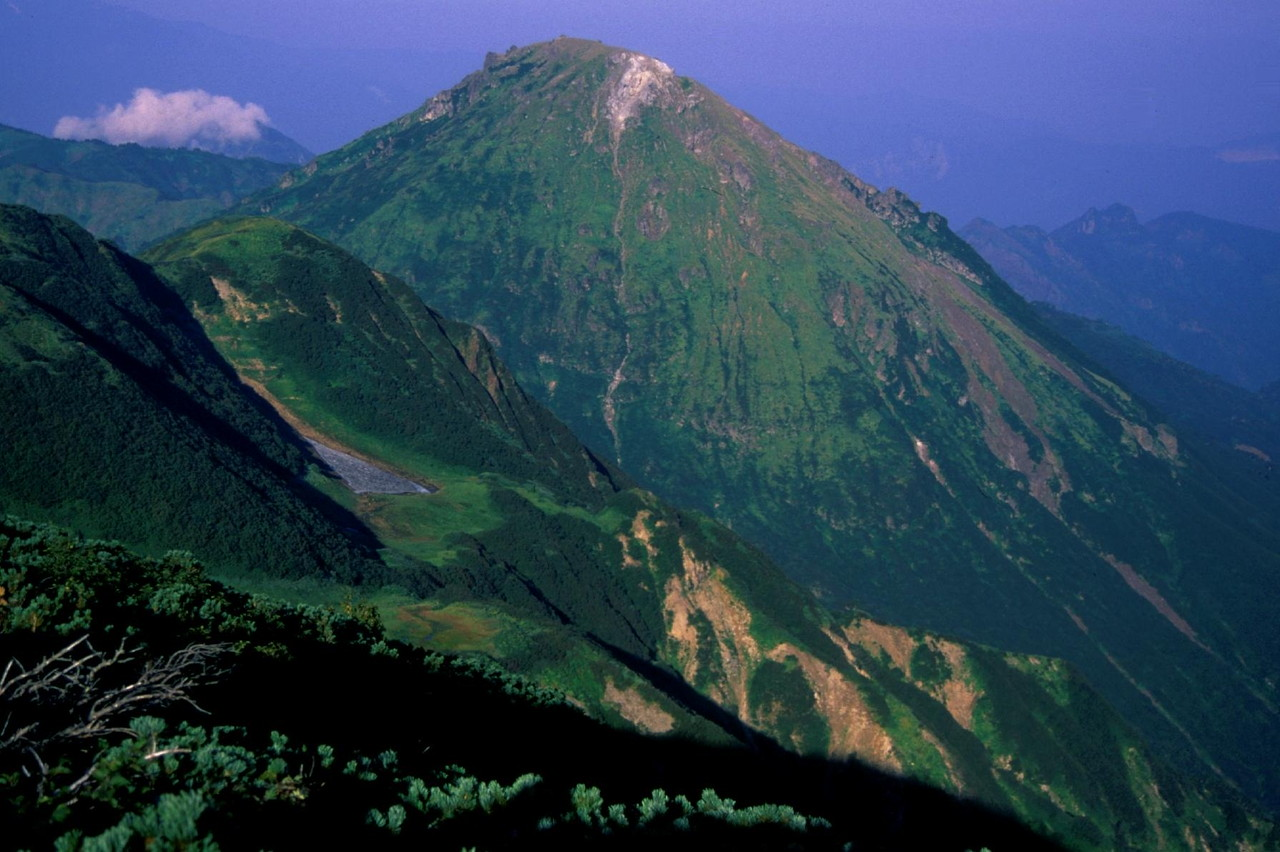
Mont Yake.
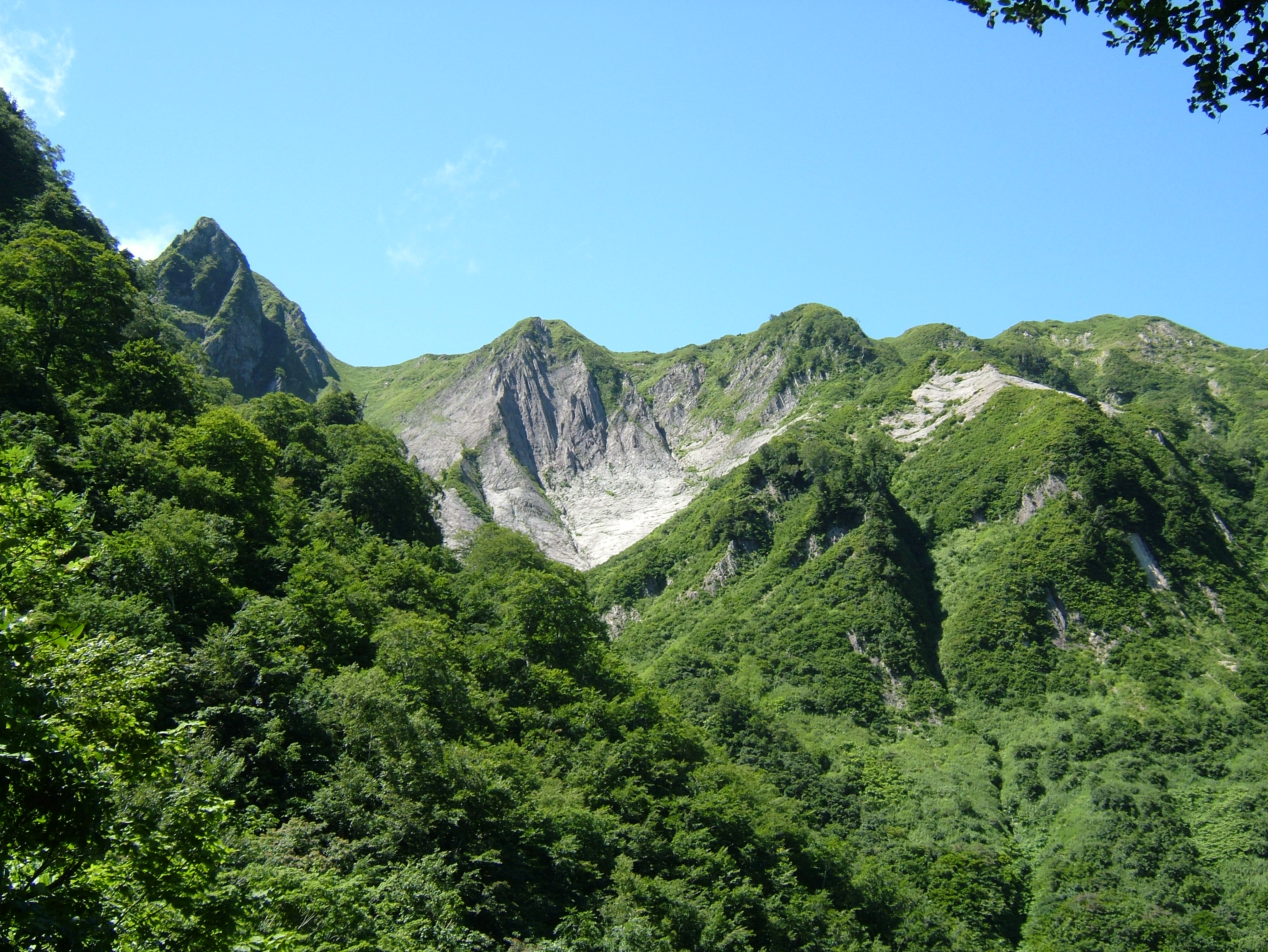
Mont Amakazari.

### Faune et flore
Le climat de la zone géographique couverte par les Alpes Kubiki est façonné par des éléments météorologiques venus du Pacifique et de la mer du Japon, ce qui, avec la variété des reliefs, assure une diversité de la flore et de la faune locales.

#### Faune

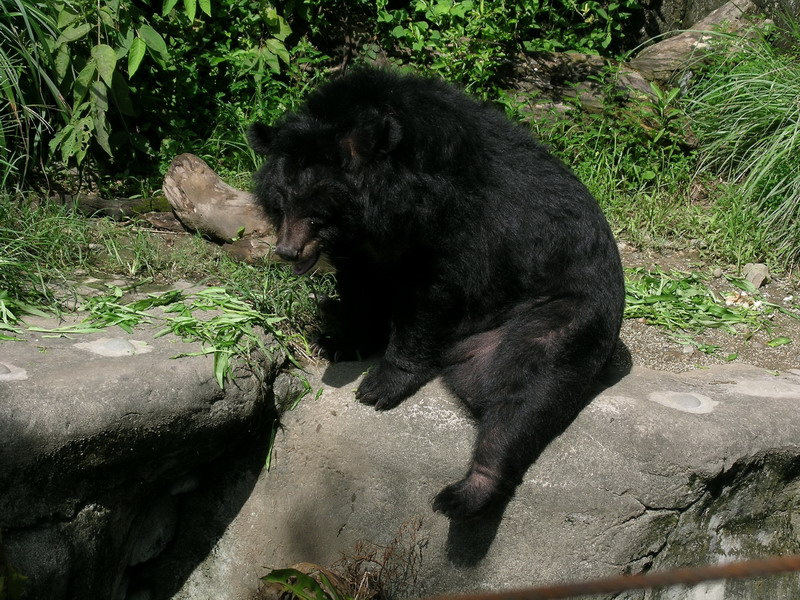
Ours noir d'Asie.

La faune des monts Kubiki inclut de nombreux mammifères comme le cerf Sika, l'ours noir d'Asie et le saro du Japon, et des oiseaux comme le lagopède alpin, l'aigle royal et l'aigle montagnard.
Les étangs et marais de la région hébergent de nombreux amphibiens comme l'espèce d'urodèles endémique du Japon : Onychodactylus japonicus.

#### Flore

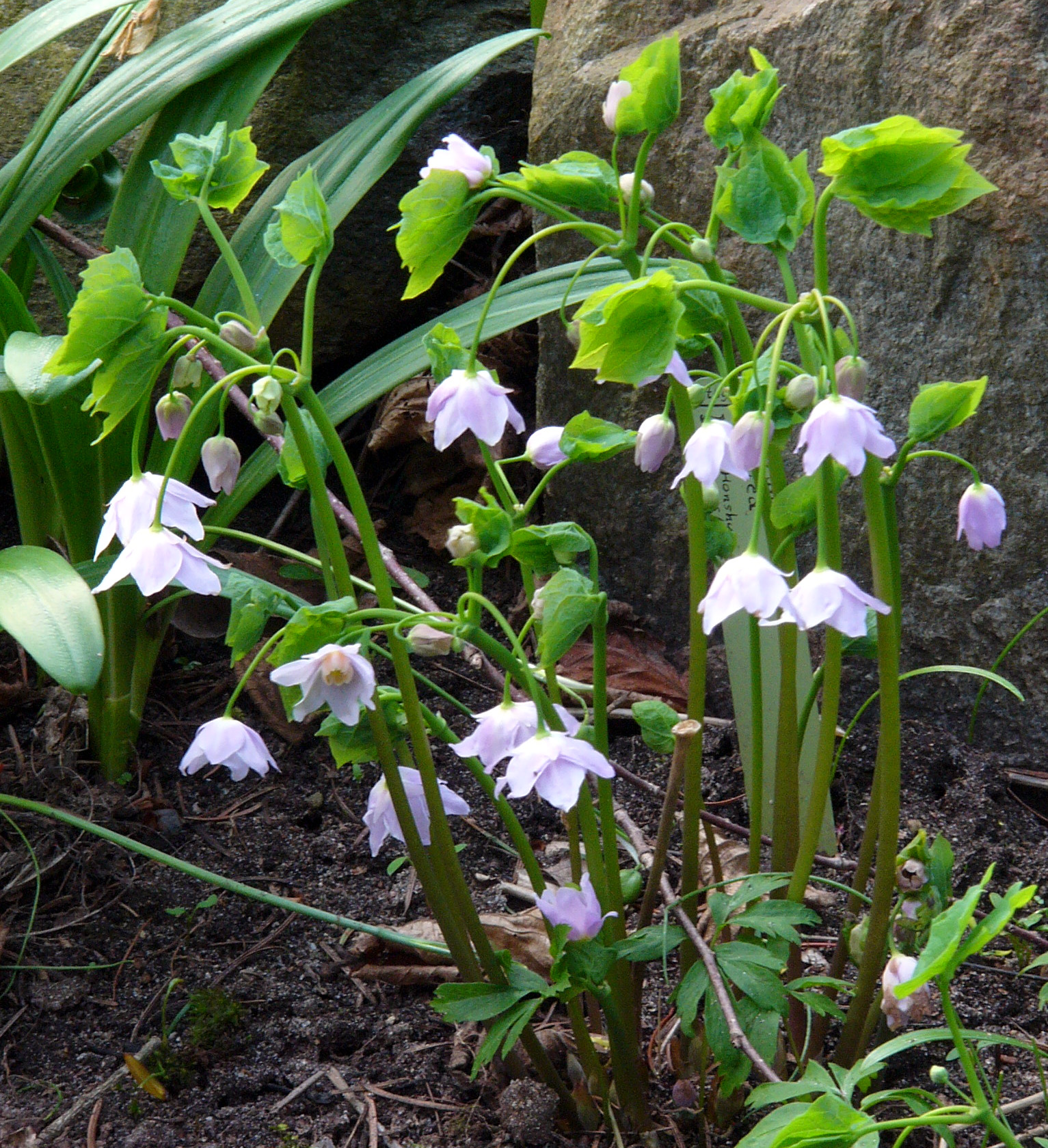
Ranzania japonica.

La flore des monts Kubiki inclut des essences de haute altitude comme l'espèce de conifères Abies mariesii et le pin nain de Sibérie, une espèce d'arbres caractéristique des paysages de l'étage alpin des montagnes japonaises, des forêts de conifères typiques de l'étage subalpin et, aux altitudes les plus basses, des feuillus, souvent à feuillage caduc, comme l'hêtre du Japon, le mélèze du Japon et le cèdre du Japon.
Les nombreux étangs de la région hébergent, entre autres, diverses variétés de primevères, la Ranzania japonica, une plante vivace, et une espèce d'aconite spécifiquement japonaise : Aconitum japonicum.

## Activités

### Ski
Les villes de Myōkō et d'Itoigawa ont développé des domaines skiables le long des pentes enneigées des monts Kubiki.

### Thermalisme
Situées aux pieds des diverses montagnes composant les Alpes Kubiki, de nombreuses stations thermales exploitent les sources chaudes d'origine volcanique.